# Andreas Jung (Kirchenhistoriker)

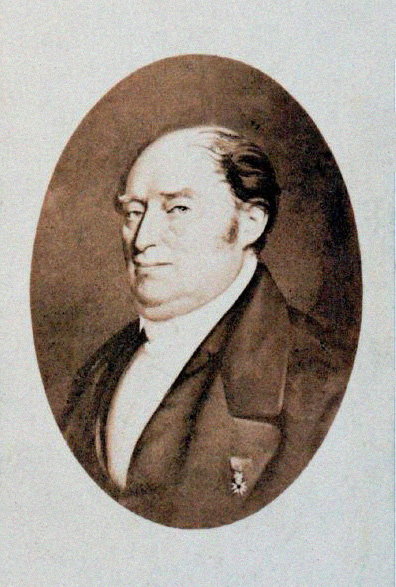
Andreas Jung, 1860

Andreas Jung (französisch André Jung; * 20. Juni 1793 in Straßburg, Elsass, Französische Republik; † 12. Oktober 1863) war ein protestantischer Kirchenhistoriker und Bibliothekar in Straßburg.

## Leben
Seine Familie lebte mindestens seit dem 16. Jahrhundert in Straßburg, der Vater gehörte der Schifferzunft an. Andreas Jung besuchte das protestantische Gymnasium der Stadt und studierte an der dortigen Akademie Theologie und Geschichte seit 1809. 1816 hörte er Vorlesungen in Geschichte und Kirchengeschichte in Göttingen.
Seit 1817 lebte Jung wieder in Straßburg. 1821 wurde er zum Lehrer am dortigen Studienstift St. Wilhelm berufen. 1826 wurde er außerdem Hilfsprofessor am Protestantischen Seminar und Bibliothekar-Adjunkt an der Stadtbibliothek und der Bibliothek des Seminars. 1830 wurde Andreas Jung zum ordentlichen Professor am Protestantischen Seminar berufen und lehrte dort vor allem Kirchengeschichte. 1843 übernahm er die Leitung der beiden Bibliotheken nach dem Tod von Johann Ludwig Alexander Herrenschneider. Jung setzte ein großes Engagement in die Erfassung und Katalogisierung der wertvollen Bestände der Bibliotheken, die allerdings 1870 bei der deutschen Belagerung fast vollständig verbrannten.

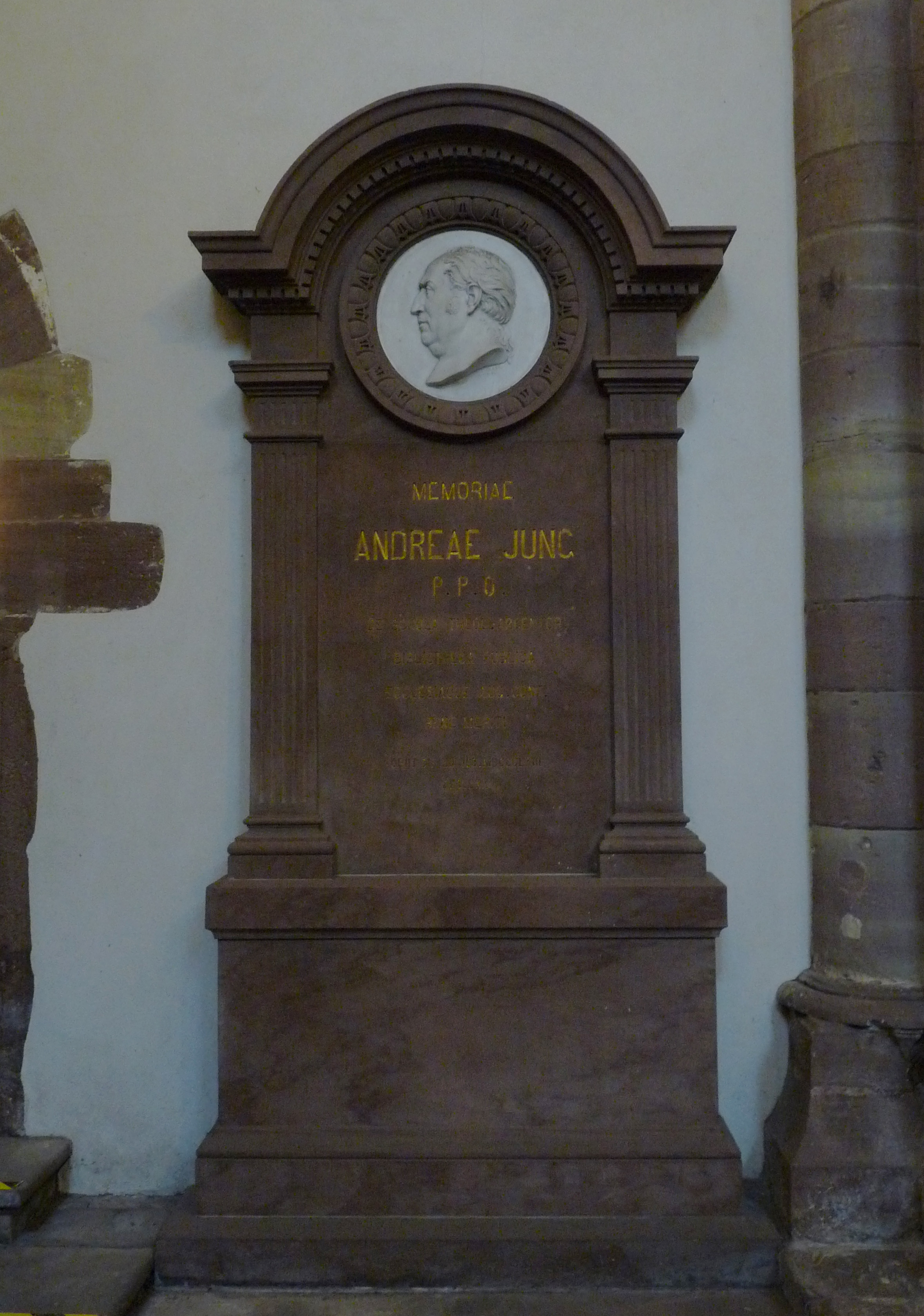
Grabdenkmal in der Thomaskirche

In der Thomaskirche der Stadt steht ein Grabmal für Jung, die Rue André Jung  ist nach ihm benannt.

## Publikationen
Andreas Jung veröffentlichte einige Schriften zur Kirchengeschichte und zu den Straßburger Bibliotheken sowie zu weiteren Themen in deutscher und französischer Sprache.
- Friedrich Reiser – eine Ketzergeschichte aus dem fünfzehnten Jahrhundert, Strassburg 1822
- Beiträge zu der Geschichte der Reformation
  - Erste Abtheilung. Geschichte des Reichstags zu Speyer in dem Jahre 1529
  - Zweite Abtheilung. Geschichte der Reformation der Kirche in Strassburg und der Ausbreitung derselben in den Gemeinden des Elsasses, Strassburg, Leipzig: F.G. Levrault, 1830
- De l’Authenticité du fameux livre des taxes de la chancellerie de Rome, et préalablement de l’origine des indulgences, par M. Jung, C. Meyrueis, Paris 1857
- Discours prononcé le 7 Janv. 1864 dans la grande salle des cours du séminaire protestant, pour rendre les derniers honneurs académiques à M. André Jung, professeur à la faculté de théologie protestante. Paris 1864